# Nioboheftetjernita
La nioboheftetjernita és un mineral de la classe dels òxids que pertany al grup de la wolframita. Rep el nom com a anàleg de niobi de l'heftetjernita.

## Característiques
La nioboheftetjernita és un òxid de fórmula química ScNbO₄. Va ser aprovada com a espècie vàlida per l'Associació Mineralògica Internacional l'any 2020, sent publicada per primera vegada el 2021. Cristal·litza en el sistema monoclínic. La seva duresa a l'escala de Mohs és 5,5.
L'exemplar que va servir per a determinar l'espècie, el que es coneix com a material tipus, es troba conservat a les col·leccions mineralògiques del Museu Canadenc de la Natura, al Quebec (Canadà), amb el número de catàleg: cmnmc 51710.

## Formació i jaciments
Va ser descoberta en un sol exemplar etiquetat com thortveitita de la col·lecció del Museu Canadenc de la Natura. L'exemplar havia estat trobat a la pegmatita Befanamo, a la localitat de Beronono, a Anjozorobe (Analamanga, Madagascar). La nioboheftetjernita es presenta en forma de grans anèdrics i cristalls allargats de fins a 200 micres de longitud en íntim creixement amb rossovskyita, ilmenita i rútil. Es tracta de l'únic indret de tot el planeta on ha estat descrita aquesta espècie mineral.